# Национал-социалистическая партия Новой Зеландии
Национал-социалистическая партия Новой Зеландии, иногда её называют Новозеландская нацистская партия — ультраправая политическая партия в Новой Зеландии. Партия опиралась в своей идеологии на основные взгляды нацистской партии Адольфа Гитлера, особое внимание обращала на евреев и банковский сектор.
Лидером партии с 1969 года был Колин Кинг-Анселл. Лидером он оставался до конца существования партии. Кинг-Анселл был единственным кандидатом от партии, участвовавшем в выборах.
Партия была распущена в 1980 году.